# L-idonato 2-deidrogenasi
La L-idonato 2-deidrogenasi è un enzima appartenente alla classe delle ossidoreduttasi, che catalizza la seguente reazione:
L-idonato + NADP+ ⇄ 5-deidro-D-gluconato + NADPH + H+